# Син Сан Ок
Син Сан Ок (кор. 신상옥?, 申相玉?; 11 октября 1926, Сэйсин — 11 апреля 2006, Сеул) — южнокорейский кинорежиссёр и продюсер. Работал в Республике Корея, КНДР, США. Кроме творчества, отмеченного призами международных кинематографических фестивалей, известен похищением, организованным спецслужбами Северной Кореи по прямому указанию Ким Чен Ира, и принудительной работой на пропагандистский кинематограф этой страны.

## Биография

### Южнокорейский период (1926—1978)
Син Сан Ок родился в 1926 году в Чхонджине на северо-востоке Кореи (в то время — колонии Японии) в обеспеченной семье доктора китайской медицины. Учился в Токио в школе изобразительных искусств. Карьеру начинал в самом начале «золотого периода» корейского кинематографа. Работал интенсивно, с высоким финансовым результатом от проката каждой картины, ежегодно выпускал 2-3 фильма. За всё это получил от коллег прозвище «Принц корейского кино». Среди наиболее известных работ периода «Цветы в аду» (название в международном прокате, оригинал — кор. 지옥화, транслит Jiokhwa, 1958 год), «Sarangbang sonnimgwa eomeoni» (кор. 사랑방 손님과 어머니, ≈ рус. Гость и моя мать, 1961 год), «Принц Ёнсан» (кор. 연산군, Yeonsan gun, 1961). Последняя картина — драма по классическому сюжету из национальной истории, — в 2009 году представлена в программе «Классика Канн» международного кинофестиваля. Последовательно в 1962 и 1963 году фильмы режиссёра были номинированы на премию «Золотой медведь» Берлинале: «До последнего дня» (Isaengmyeong dahadorok, англ. To the Last Day) и «Красные ворота» (кор. 열녀문, Yeolnyeomun, en:The Memorial Gate for Virtuous Women), однако приз жюри «Серебряный медведь» получил только первый из них.
В 1972 году в стране была установлена Четвёртая республика Южной Кореи. На фоне общего усиления политической цензуры «золотой век» национального кинематографа сменился глубоким спадом.
Син Сан Ок, как и многие кинематографисты, снизил творческую активность. Однако даже выходившие фильмы, например «Три дня их правления» (en:Three Days of Their Reign, кор. 삼일천하, Samil cheonha, 1973 год), шли вразрез со взглядами цензуры. По личному указанию генерала Пак Чон Хи студия режиссёра была закрыта.

### Северокорейский период (1978—1986)
Попытку воспользоваться данными обстоятельствами предпринял Ким Чен Ир (на тот момент сын и преемник действующего лидера Северной Кореи). Он стремился создать киноиндустрию, которая позволила бы ему поколебать негативное отношение мировой аудитории к Трудовой партии КНДР. Режиссёру в этих планах отводилась роль талантливого пропагандиста. Сначала в ходе поездки в Гонконг была похищена жена режиссёра, актриса Чхве Ын Хи (к этому моменту они три года состояли в разводе). Син немедленно вылетел из Сеула в Гонконг для поисков пропавшей бывшей супруги, но практически сразу был сам захвачен агентами спецслужб Северной Кореи. В интервью Би-би-си он вспоминал: «Кто-то неожиданно набросил мне мешок на голову, я не мог ничего видеть и нормально дышать». Некоторые источники предполагают, что режиссёр самостоятельно и охотно перешёл в Северную Корею, но большинство экспертов считает версию похищения правдоподобной, так как Пхеньян позже признавал факты, например, захвата граждан Японии в качестве культурных советников.
Своё пребывание в Северной Корее Син Сан Ок описывает в различных воспоминаниях несколько по-разному. По одной версии (интервью службе интернет-вещания «Би-би-си»), супруги сразу по прибытии в Пхеньян были доставлены к Ким Чен Иру, который сообщил о банковском депозите в 2,5 миллиона долларов США, который будет доступен режиссёру после съёмок им «правильного и качественного» фильма. В течение последующих двух лет он снял около 20 откровенно пропагандистских лент. Син дважды предпринимал попытки к бегству, за что был заключён в тюрьму на пять лет, где он был вынужден пройти курс начального политического образования «для глубокого понимания ошибочности своих заблуждений».
По информации газеты The Guardian, Син Сан Ок сразу после доставки в Пхеньян был помещён на 4 года в тюрьму, «где он жил на диете из травы, соли, риса и партийно-идеологической обработки». В 1983 году он и его жена были освобождены и доставлены на приём к Ким Чен Иру. Партийный лидер объяснил причину их похищения: «Имеющиеся кинематографисты КНДР делают поверхностные работы. У них нет никаких новых идей». По данным газеты, режиссёр согласился работать и снял семь фильмов, среди которых самый известный — «Пульгасари» (불가사리, Pulgasari) о мифологическом чудовище, ставшим на сторону батраков, своеобразный «коммунистический вариант Годзиллы».
Этот фильм был принят Ким Чен Иром как творческая победа. Семье режиссёра был разрешён выезд в Вену для проведения переговоров о прокате фильма в Европе. В австрийской столице им удалось укрыться в посольстве США и получить политическое убежище.

### Американский период (1986—2006)
В Америке Син обосновался в Калифорнии, где под псевдонимом Саймон Шин (англ. Simon Sheen) снял фильм «Три ниндзя: Костяшками вверх» (англ. 3 Ninjas Knuckle Up). Большую часть времени занимался литературной деятельностью по теории кино.
В 2004 году пережил операцию по трансплантации печени. Не оправившись окончательно от болезни, скончался в 2006 году в Сеуле. За продолжительную карьеру снял около 70 фильмов, более чем в ста выступил в качестве продюсера.

## Избранная фильмография
| Год  |   | Русское название                  | Оригинальное название | Роль               |
| ---- | - | --------------------------------- | --------------------- | ------------------ |
| 1958 | ф | Цветы в аду                       | 지옥화                | режиссёр, продюсер |
| 1960 | ф | До последнего дня                 | 이 생명 다하도록      | режиссёр, продюсер |
| 1961 | ф | Принц Йон Сан                     | 연산군                | режиссёр, продюсер |
| 1962 | ф | Красные ворота                    | 열녀문                | режиссёр, продюсер |
| 1967 | ф | Наблюдающая звуки мира (Гуаньинь) | 관세음                | режиссёр, продюсер |
| 1968 | ф | Евнух                             | 내시                  | режиссёр, продюсер |
| 1985 | ф | Пульгасари                        | 불가사리              | режиссёр, продюсер |
| 1995 | ф | Три ниндзя: Костяшками вверх      | 3 Ninjas Knuckle Up   | режиссёр           |